# Distretto di Chittorgarh
Il distretto di Chittorgarh è un distretto del Rajasthan, in India, di 1 802 656 abitanti. È situato nella divisione di Udaipur e il suo capoluogo è Chittorgarh.